# Бега (річка)
Бега́ (Бегей, рум. Bega, серб. Бегеј) — річка на заході Румунії та півночі Сербії, ліва притока Тиси.
Річка бере початок на північно-східних схилах гір Мунци-Руска в Румунії. Спочатку тече на північний схід, потім повертає на захід. Біля села Белінц дуже близько (3-4 км) підходить до русла річки Тиміш, де вони з'єднані каналом Бега. Далі річка заканалізована, і тільки на території Сербії, після впадіння правої притоки Старий Бегей (Магеруш), річка знову тече своїм природним руслом. Впадає до річки Тиса навпроти містечка Тител.

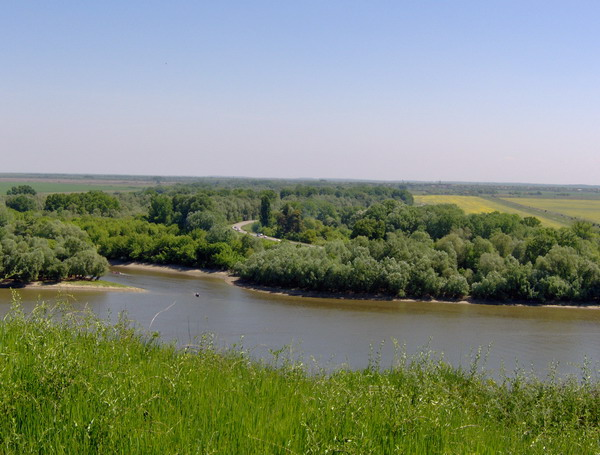
Гирло річки Бега

Довжина річки становить 254 км, з них 179 км вона протікає територією Румунії, а 75 км — по автономному краї Сербії Воєводина. Площа водозбору становить 2 878 км².
Річка в основному рівнинна, на ній спостерігаються часті паводки. Раніше, до будівництва каналу Бега, річка зливалась з сусідньою Тиміш. В пригирловій заплаві праворуч розташоване велике Біле озеро, яке служить природним регулятором води в річці.

## Цікаві факти
- Назва румунського міста Тимішоара перекладається як місто над Тимішом, хоча місто розташоване на річці Бега, а Тиміш протікає за 10 км на південь. Але раніше ці дві річки навесні зливались, утворюючи спільну заплаву, саме тому місто й отримало сучасну назву.

| Румунія | Це незавершена стаття з географії Румунії. Ви можете допомогти проєкту, виправивши або дописавши її. |

| Сербія | Це незавершена стаття з географії Сербії. Ви можете допомогти проєкту, виправивши або дописавши її. |

1. ↑  GEOnet Names Server — 2018.